# Deltarhynchus flammulatus
Deltarhynchus flammulatus là một loài chim trong họ Tyrannidae.

## Hình ảnh

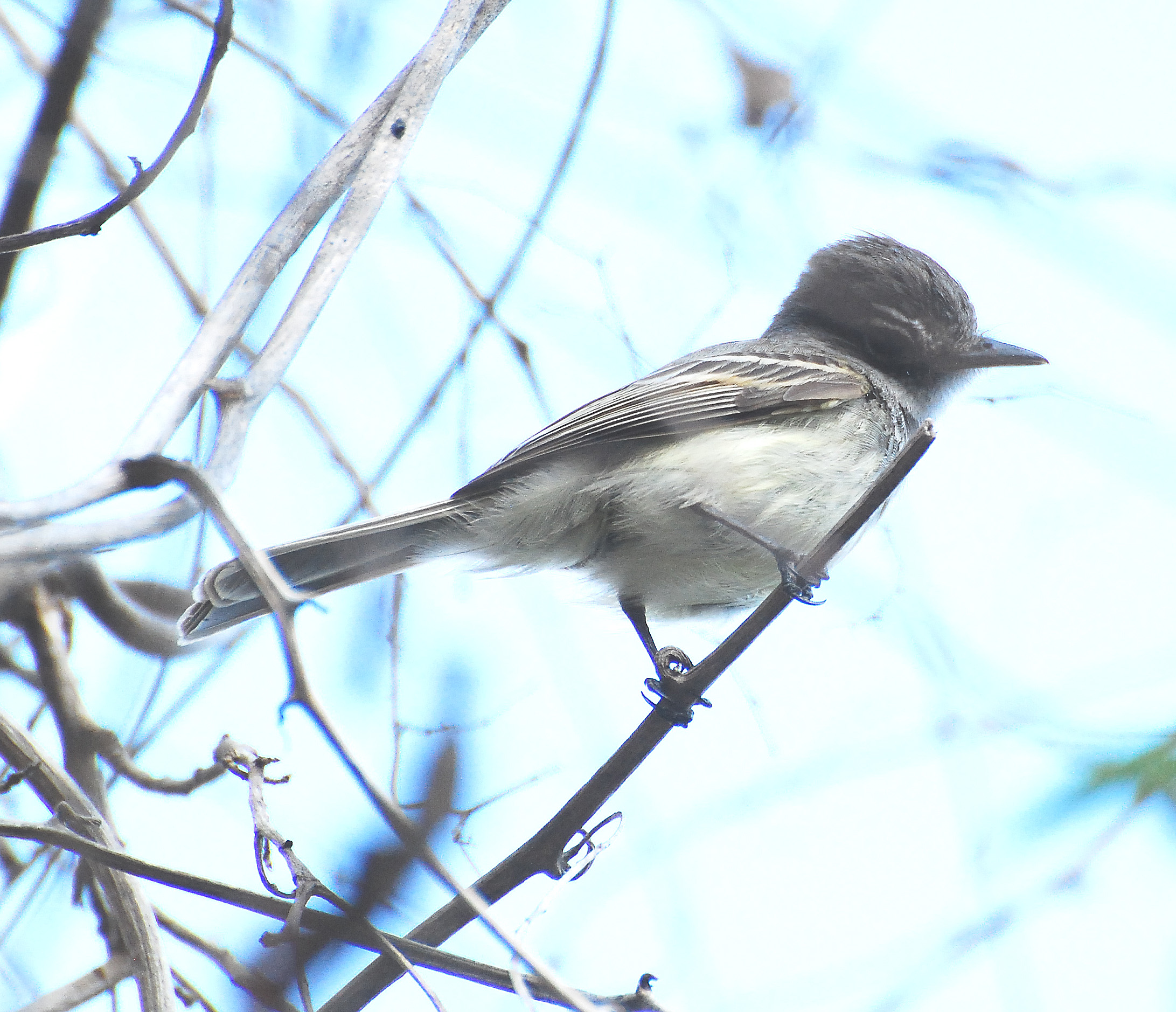
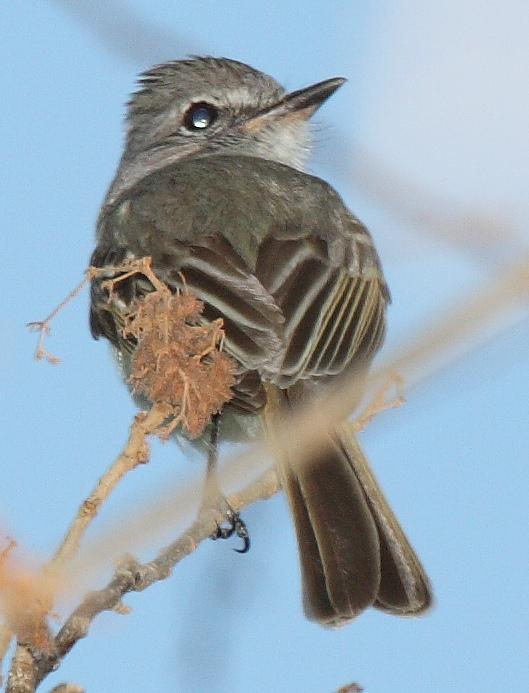